# Đại hội Đảng Nhân dân Cách mạng Lào III
Đại hội Đảng Nhân dân Cách mạng Lào khóa III (tiếng Lào: ກອງປະຊຸມໃຫຍ່ ຄັ້ງທີ III ຂອງພັກປະຊາຊົນປະຕິວັດລາວ) được tổ chức từ ngày 27 đến ngày 30 tháng 4 năm 1982 tại thành phố Viêng Chăn. Đại hội có 228 đại biểu tham dự đại diện cho hơn 35,000 đảng viên toàn quốc.

## Bối cảnh
Ngày 2 tháng 12 năm 1975, dưới sự lãnh đạo của Đảng Nhân dân Cách mạng Lào, nhân dân các bộ tộc Lào đã đứng lên khởi nghĩa, lật đổ chế độ quân chủ lập hiến, khai sinh nước Cộng hòa Dân chủ Nhân dân Lào.
Sau khi giành chính quyền trong cả nước, Đảng Nhân dân Cách mạng Lào trở thành đảng cầm quyền tổ chức lãnh đạo toàn xã hội. Xây dựng một nước Lào hòa bình, độc lập, dân chủ, thống nhất và thịnh vượng.
Tháng 1 năm 1978, Hội nghị toàn quốc lần thứ 4 về công tác tổ chức được tổ chức tại Thủ đô Viêng Chăn. Hội nghị nhấn mạnh: “Kiện toàn Đảng về chính trị, tư tưởng và tổ chức, nhằm tăng cường và nâng cao bản lĩnh ưu tú, năng lực lãnh đạo toàn diện của Đảng, trở thành nòng cốt của một nền chuyên chính vô sản thực sự, đủ năng lực lãnh đạo cuộc cách mạng mới”.
Đầu tháng 2 năm 1979 nổ ra cuộc chiến tranh giữa Việt Nam và Trung Quốc. Đảng Nhân dân Cách mạng Lào kiên định ủng hộ Việt Nam phản đối hành động xâm lược của Trung Quốc.
Cuối năm 1981, Ban Chấp hành Trung ương Đảng thống nhất tổ chức Đại hội Đảng toàn quốc vào đầu năm 1982.

## Diễn biến Đại hội
Ngày 27/4/1982, Đại hội đại biểu toàn quốc lần thứ III Đảng Nhân dân Cách mạng Lào khai mạc trọng thể tại Viêng Chăn, với 228 đại biểu đại diện cho 35,000 Đảng viên trong cả nước; có 105 khách mời trong nước và 17 khách mời nước ngoài.
Đại hội tóm tắt những thắng lợi của Cách mạng dân tộc dân chủ và thành tựu của sáu năm thành lập chế độ mới; Xác định phương hướng, chủ trương của cách mạng trong thời kỳ mới, thời kỳ bảo vệ độc lập dân tộc và từng bước quá độ lên chủ nghĩa xã hội.
Ba điểm chính của cuộc Cách mạng Lào:
- Lào cùng với Việt Nam và Campuchia đã trở thành cửa ngõ đi lên chủ nghĩa xã hội ở Đông Nam Á nên cuộc đấu tranh giành độc lập, chủ quyền, xây dựng chế độ mới diễn ra khẩn trương và lâu dài;
- Lào đã thiết lập một hệ thống chính trị tiến bộ, dân tộc Lào đa dân tộc đã trở thành một dân tộc, có nguồn tài nguyên dồi dào, nhưng kinh tế còn kém phát triển, trình độ văn hóa còn thấp;
- Lào đang bước vào giai đoạn cách mạng mới khi cuộc cách mạng khoa học - công nghệ lần thứ ba trên thế giới đang trên đà phát triển.

Đối với công tác xây dựng đảng trong giai đoạn mới Đại hội Đảng khẳng định: Đảng phải cố gắng duy trì tính vô sản chân chính mới của giai cấp công nhân, là nòng cốt của sự lãnh đạo chuyên chính vô sản, đảng phải là lực lượng đoàn kết nhất trí về tinh thần và hành động, liên hệ mật thiết với quần chúng, có chủ trương chính sách đúng đắn, có tổ chức an ninh vững mạnh, có đội ngũ cán bộ đảng viên vững vàng, có bản lĩnh chính trị, có kiến thức năng lực quản lý, khéo léo vận động thay đổi...
Đồng thời, Đại hội cũng đề ra 5 chủ trương về công tác xây dựng đảng: 
- Xây dựng đảng vững mạnh trên cả ba lĩnh vực: chính trị, tư tưởng và tổ chức;
- Công tác xây dựng Đảng phải gắn chặt với cách mạng của quần chúng trong việc thực hiện nhiệm vụ chính trị của Đảng trong từng thời kỳ.
- Việc đổi mới và mở rộng đảng phải gắn liền với việc đổi mới và mở rộng bộ máy nhà nước và các đoàn thể;
- Xây dựng và hoàn thiện tổ chức Đảng phải gắn với nâng cao chất lượng đội ngũ cán bộ, đảng viên;
- Những người đủ tiêu chuẩn phải được kết nạp đảng thường xuyên, những người không đủ tiêu chuẩn phải đưa ra khỏi đảng.

Từ quan điểm chỉ đạo tổng thể trong công tác xây dựng đảng về mặt tổ chức lúc này là tập trung xây dựng đảng bộ, chi bộ cơ sở vững mạnh, trọng tâm là nâng cao cấp huyện, là khâu quan trọng trong việc thực hiện chủ trương của Đảng, xây dựng cấp huyện không chỉ trở thành đơn vị hành chính, đơn vị quốc phòng, an ninh mà còn trở thành đơn vị kinh tế, văn hóa, xã hội. Trước hết, ra sức hoàn thiện tổ chức cơ sở Đảng, nâng cao chất lượng đảng viên, công tác mở rộng Đảng, nhất là xây dựng và nâng cao chi bộ, đảng bộ cơ sở vững mạnh về mọi mặt, đảng bộ ở nông thôn phải biết lãnh đạo toàn diện.

## Kết quả
Đại hội thông qua báo cáo chính trị, thông qua việc sửa đổi điều lệ Đảng; Ban chấp hành Trung ương Đảng đã bầu một với  49 ủy viên và 6 ủy viên dự khuyết.
Hội nghị Trung ương Đảng khai mạc đã bầu 7 Ủy viên Bộ Chính trị, và 9 Ủy viên Ban bí thư Trung ương Đảng. Hội nghị bầu Kaysone Phomvihane tiếp tục làm Tổng Bí thư Ban Chấp hành Trung ương Đảng.

## Phương hướng phát triển
Xác định phương hướng tổng thể của cách mạng Lào trong thời kỳ quá độ lên chủ nghĩa xã hội:
- Đoàn kết toàn dân tộc, lãnh đạo nhân dân các dân tộc không ngừng hoàn thiện và nâng cao chuyên chính, tổ chức và bảo đảm cho nhân dân lao động các dân tộc đoàn kết, tăng cường quyền làm chủ dân tộc, với tư cách là chủ nhân của xã hội, tiến hành đồng thời cả ba cuộc cách mạng, trong đó cách mạng quan hệ sản xuất là phương tiện mở đường cho sức sản xuất tăng trưởng, cách mạng khoa học và công nghệ là then chốt, cách mạng văn hóa tư tưởng phải đi trước, tất cả đều nhằm xây dựng chủ nghĩa xã hội ở Lào.
- Về công tác Đảng: Ra sức xây dựng Đảng vững mạnh về mọi mặt, nâng cao bản lĩnh giai cấp công nhân và bản lĩnh chiến đấu, nâng cao năng lực tiến lên của Đảng theo đúng mục tiêu, mục đích của Đảng.
- Khai thác và phát huy mọi tiềm năng của dân tộc, chuyển từ nông nghiệp sang lâm nghiệp, làm cơ sở để mở rộng công nghiệp.
- Chuyển dịch cơ cấu kinh tế tự nhiên, từng bước đưa sản xuất nhỏ lên sản xuất lớn xã hội chủ nghĩa.
- Tiến hành từng bước chuyển đổi công nghiệp, lấy công nghiệp hóa xã hội chủ nghĩa là trọng tâm của thời kỳ quá độ.
- Tạo cuộc sống ấm no, hạnh phúc cho mọi dân tộc, xóa bỏ chế độ người bóc lột mãi mãi.
- Tăng cường quốc phòng, an ninh, bảo vệ độc lập, chủ quyền và nguyện vọng của nhân dân, xây dựng nước Lào hòa bình, độc lập, thống nhất và xã hội chủ nghĩa.
- Cùng với Việt Nam và Campuchia bảo vệ, củng cố vị trí trọng yếu xã hội chủ nghĩa ở khu vực, góp phần thực hiện sứ mệnh đấu tranh vì hòa bình, độc lập dân tộc, dân chủ và tiến bộ xã hội trên thế giới.